# Bracon momphae
Bracon momphae är en stekelart som beskrevs av Papp 1999. Bracon momphae ingår i släktet Bracon och familjen bracksteklar. Inga underarter finns listade.